# Estación de Robinson
La estación de Robinson es una estación ferroviaria francesa situada en la comuna  Sceaux , en el departamento de Altos del Sena, al sur de París. Pertenece a la línea B de la Red Exprés Regional más conocida como RER donde se configura como el terminal del ramal B2.

## Historia
Fue inaugurada en 1893 después de reformar la línea de Sceaux adaptándola la ancho normal de 1 435 mm. Su trazado también fue alterado. 
Como tal fue explotada por diferentes compañías privadas hasta que el 18 de enero de 1938 recaló en las manos de la CMP, la Compañía del ferrocarril metropolitano de París que en aquella época ya gestionaba varias líneas del metro parisino. En 1949, una recién fundada RATP, se hizo cargo de la misma regresando ésta a manos públicas.
El 9 de diciembre de 1977, la creación de la línea B del RER que retomó en gran parte el trazado de la antigua línea de Sceaux dio un nuevo impulso a la estación.

## Descripción
La estación se encuentra a escasos 10 kilómetros al sur de París. 
Luce un aspecto clásico con un edificio central de dos plantas donde la primera hace de vestíbulo y la segunda antiguamente servía de residencia para el jefe de estación. La estructura se completa con dos alas laterales.
Dispone de 5 vías, 3 con acceso a andén, gracias a un andén central y a otro lateral y otras dos de garaje. Extrañamente las vías son llamadas vía 1 bis, 2 bis y 4.